# Winston Blackmore
Winston Blackmore (nacido el 25 de agosto de 1956) es el líder de un grupo religioso polígamo fundamentalista de los Santos de los Últimos Días en Bountiful, Columbia Británica (Canadá). Se le describe como "el polígamo declarado más conocido de Canadá". Tiene 150 hijos con sus 27 esposas "espirituales", algunas de las cuales ha admitido que eran menores de edad.

## Liderazgo y excomunión
La comunidad polígama de Bountiful fue fundada por el padre de Blackmore, Ray Blackmore, y su tío abuelo, Harold Blackmore. Más tarde, Ray eliminó a Harold y tomó el control total de Bountiful.
Winston Blackmore nació de Ray y Anna Mae Blackmore el 25 de agosto de 1956. Fue el noveno de sus trece hijos. Anne Mae fue la primera de las seis esposas de Ray y la única esposa con la que estaba legalmente casado.
Durante dos décadas, Blackmore fue el obispo de Bountiful, Columbia Británica, grupo de la Iglesia Fundamentalista de Jesucristo de los Santos de los Últimos Días (Iglesia FLDS), una comunidad polígama en Creston Valley. Tras la muerte de Rulon Jeffs, Winston Blackmore fue considerado uno de los dos posibles sucesores para el cargo de presidente de la Iglesia Fundamentalista de Jesucristo de los Santos de los Últimos Días siendo el otro sucesor potencial Warren Jeffs. Winston tuvo un apoyo igual o similar al de Jeffs. 
Warren Jeffs finalmente sucedió a su padre Rulon en gran parte debido a que jugó un papel cada vez más importante en la iglesia durante el período hasta la muerte de Rulon.
En septiembre de 2002 el presidente de la Iglesia FLDS, Warren Jeffs lo excomulgó. Sin embargo Winston Blackmore afirma que dejó la iglesia por su propia voluntad. La comunidad de Bountiful se dividió casi por la mitad: unas 400 personas siguieron a Blackmore, y el resto siguió a Jeffs. Blackmore continuaría fundando la Iglesia de Jesucristo (Doctrina Original) Inc.

## Caso de poligamia canadiense
Blackmore y otro líder comunitario, James Oler, fueron arrestados por la Policía Montada del Canadá en enero de 2009 y acusados de poligamia. Los cargos fueron desestimados más tarde debido a preguntas sobre cómo la Corona seleccionó a sus fiscales. 
El caso fue reabierto por el gobierno provincial en 2014, y la Corte Suprema de Columbia Británica confirmó que la poligamia es ilegal en un caso constitucional. Los abogados de Blackmore intentaron apelar el caso, que fue anulado en mayo de 2016. El juicio de Blackmore comenzó el 18 de abril de 2017. 
El 24 de julio de 2017 Winston Blackmore fue declarado culpable de poligamia en la Corte Suprema de Columbia Británica. Él junto con James Oler enfrentan hasta cinco años de prisión por violación de la Sección 293 del Código Penal de Canadá. 
El 15 de mayo de 2018, en Cranbrook, Columbia Británica, el fiscal especial Peter Wilson recomendó una pena de cárcel de entre 90 días y seis meses para Blackmore y de un mes a 90 días para Oler. El 27 de junio de 2018, la jueza Sheri Ann Donegan condenó a Blackmore a seis meses de arresto domiciliario. Oler fue condenado a tres meses de arresto domiciliario. 

## Familia
Al 31 de agosto de 2019, Blackmore se ha casado con 27 esposas y tiene 150 hijos. 
Es sobrino del exlíder del Partido del Crédito Social de Canadá, John Horne Blackmore, quien, aunque no era polígamo, fue excomulgado por la Iglesia de Jesucristo de los Santos de los Últimos Días en 1947 por "enseñar y defender la doctrina del matrimonio plural". Como parlamentario, el anciano Blackmore instó al Parlamento a derogar la ley contra la poligamia y logró eliminar las referencias específicas a los mormones que habían estado en la ley.
Blackmore también está relacionado con las activistas contra la poligamia Carolyn Jessop, exmiembro y autora de FLDS, y Ruby Jessop. 
Su familia opera JR Blackmore & Sons Ltd, un negocio de aserrado de madera.